# 林階堂
林階堂（1884年10月20日—1954年3月28日），諱大森，名朝華，字階堂，一作楷堂，臺灣霧峰人，霧峰林家成員。企業家、實業家、政治人物。

## 生平

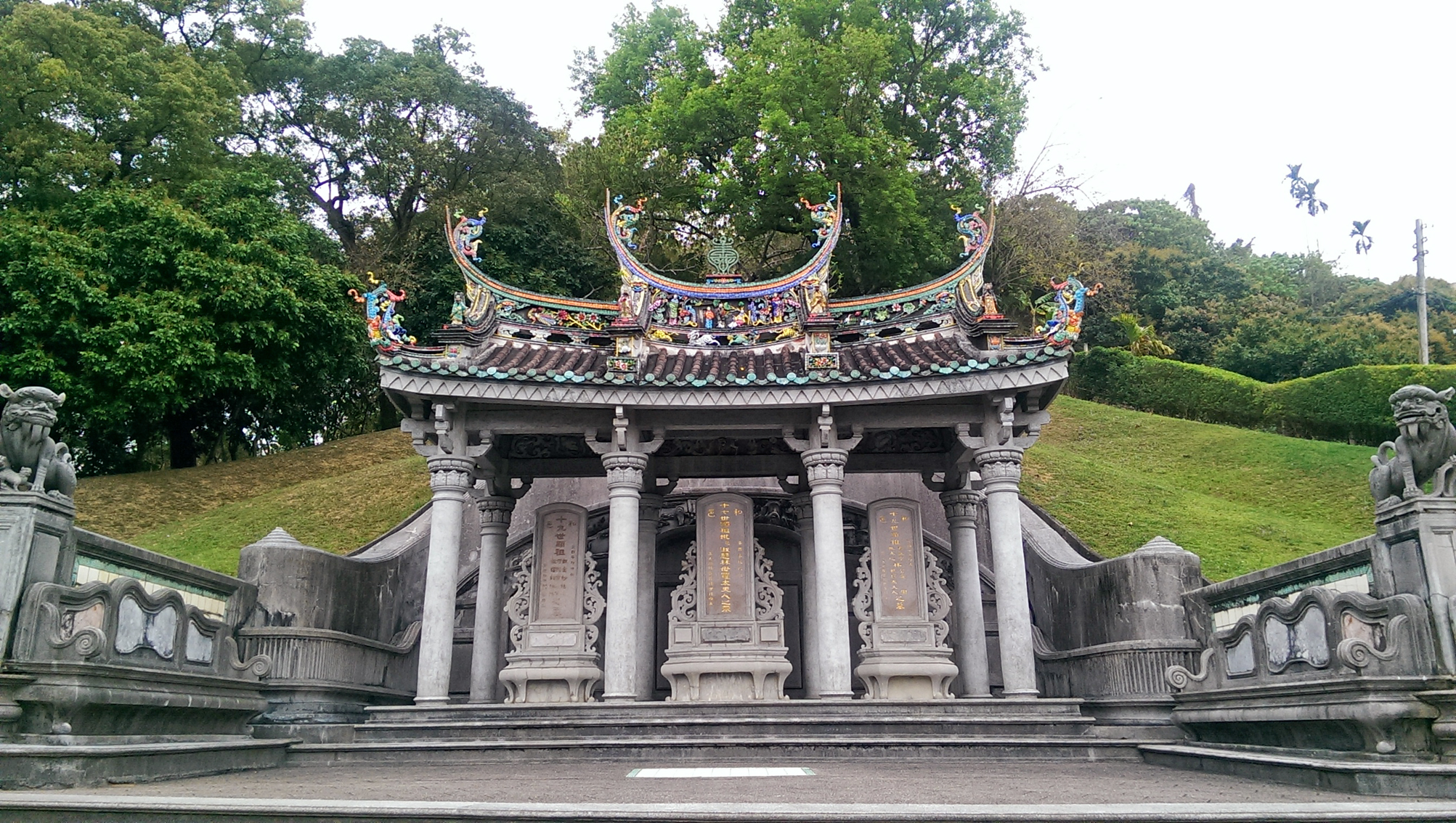
霧峰林氏祖瑩，林階堂夫婦與祖母羅太夫人、兄長林獻堂夫婦同葬。

林階堂於光緒十年（1884年）農曆十一月七日出生，為頂厝林文欽之次子，林獻堂之弟。6歲進入私塾就讀，1923年至1930年間擔任霧峰庄長。其曾創辦東華名產株式會社，將臺灣水果銷往中國，歷任五郎合資會社代表者、大安產業株式會社取締役、大東信託株式會社取締役、臺灣新民報社相談役、三五興產有限公司社長、臺灣總督府評議員，亦積極支持林獻堂從事社會運動，捍衛臺人權益。戰後曾嘗試成立航空公司，然並未成功，1954年3月28日逝世，享壽71歲。